# Жаскайрат (Северо-Казахстанская область)
Жаскайрат (каз. Жасқайрат) — село в Уалихановском районе Северо-Казахстанской области Казахстана. Входит в состав Кайратского сельского округа. Код КАТО — 596441500.

## География
Расположено около озера Силетитениз.

## Население
В 1999 году население села составляло 276 человек (133 мужчины и 143 женщины). По данным переписи 2009 года, в селе проживало 239 человек (120 мужчин и 119 женщин).